# Anton Schindler
Anton Felix Schindler (13 de juny de 1795 – 16 de gener de 1864) va ser un músic austríac i un dels primers biògrafs de Beethoven, a qui va conèixer personalment, ja que en va ser secretari personal.

## Biografia
Va néixer a Meedl, Moràvia (actualment Medlov, República Txeca). Era un violinista competent, i va tocar en diverses agrupacions musicals. Va renunciar a la seva carrera de dret, i arribà a ser el primer violí el 1822 primer violinista del Theater in der Josefstadt i des de 1825, primer violinista en el Kärntnertortheater. Va conèixer Beethoven el 1814 i van seguir estant en contacte fins que el 1822 va anar a viure a la casa del compositor convertint-se en el seu secretari no remunerat.
El 1825, hi va haver una ruptura en la relació amb Beethoven, i Karl Holz, un jove violinista i amic de Beethoven, es va convertir en el secretari durant un temps. Schindler va tornar a treballar amb Beethoven el 1826.
Després de la mort de Beethoven el 1827, Schindler es va mudar a Budapest, on va ser professor de música. Al cap d'un parell d'anys, el 1829, va retornar a Viena. En 1831, es va traslladar a Münster on va ser director musical i a partir de 1835 va viure a Aquisgrà, on va ser director de música municipal fins al 1840. En aquest any, 1840, va aparèixer publicada la seva biografia de Beethoven. Van fer-se edicions posteriors que van aparèixer el 1845, el 1860 i el 1871.
Posseïa una gran part de documents de Beethoven, en particular, uns 400 quaderns de conversa utilitzat per les persones amb les que va conversar Beethoven en els seus últims anys. Una part van ser comprats per la Real Biblioteca de Prússia a Berlín el 1845, i el conjunt incloïa 136 quaderns de conversa; la resta van seguir ens possessió de Schindler; se suposa que posteriorment van ser destruïts.
Va morir a Bockenheim, a prop de Frankfurt del Main, a Alemanya.

## La biografia de Beethoven
La seva Biographie von Ludwig van Beethoven (La vida de Beethoven) va ser publicada per primera vegada el 1840 i, en una versió ampliada el 1860. L'obra va tenir una gran influència en les biografies posteriors de Beethoven. No obstant això, posteriors investigacions han desmuntat la credibilitat de Schindler. Tot i que ja a la dècada de 1850, les inconsistències dels escrits de Schindler eren tan clares que van motivar a Alexander Wheelock Thayer per iniciar investigacions de cara a la seva pròpia biografia, pionera, va ser a partir de la dècada de 1970 que aparegueren una sèrie d'articles musicològics molt crítics amb les dades aportades per Schindler. Hi ha demostrades falsificacions o altres alteracions observades en els Llibres de Converses de Beethoven (en els quals va inserir moltes línies apòcrifes després de la mort de Beethoven) i també clares exageracions sobre el període en què va estar amb el compositor.
The Beethoven Compendium va més lluny i afirma que la propensió de Schindler a la inexactitud i a la fabricació de dades va ser tan gran que virtualment res del que va escriure pot ser creïble sinó es recolza en altres evidències. Desafortunadament, tal com apunta Maynard Solomon en la seva biografia de Beethoven, molts experts van acceptar el testimoni de Schindler com a base per a interpretar nombrosos aspectes de la vida i música del compositor abans que el problema fos completament resolt, així que no és una tasca fàcil separar els fets verídics de Schindler de les seves ficcions. En l'edició revisada d'aquesta biografia (1998), Solomon va prendre altres mesures amb relació a la seva primera edició i va suprimir les interpretacions basades en Schindler, excepte on els punts de vista de Schindler eren corroborats per altres fonts. Un exemple: és el subtítol de la Sonata per a piano op. 31 n.º 2 en re menor, s'ha arribat a anomenar "La Tempesta" perquè, segons Schindler, Beethoven va dir que l'explicació per la seva música es podria trobar a La tempesta de Shakespeare. Segons el Beethoven Compendium l'asserció de Schindler en aquest tema és molt poc probable que sigui certa.